# أنتوان فيرجيل شنيدر
أَنْتْوَان فِيرْجِيل شْنَيْدَر (بالفرنسية: Antoine Virgile Schneider)‏ كان فريقًا أولاً في الجيش الفرنسي ورجل سياسة فرنسي (شغل منصب وزير الحرب)، ولد بسرغومين في 22 مارس 1779 وتوفي بباريس في 11 يوليو 1847.